# Dominika Cibulková
Dominika Cibulková (sinh ngày 6 tháng 5 năm 1989 ở Bratislava, Slovakia) là một vận động viên quần vợt chuyên nghiệp người Slovakia. Cô hiện đang xếp ở thứ hạng 29 của WTA ở nội dung đánh đơn (14 tháng 4 năm 2008). Cô còn từng xếp thứ hạng 3 thế giới ở lứa tuổi trẻ (thứ hạng đạt được vào tháng 5 năm 2005).
Cibulková từng vào đến tứ kết của cả bốn Grand Slam, trong đó thành tích tốt nhất là chung kết Giải quần vợt Úc Mở rộng 2014, thua Li Na. Với kết quả này, Cibulkova là tay vợt nữ Slovakia đầu tiên lọt vào đến chung kết một Grand Slam.

## Chung kết WTA đơn
| Năm  | Giải đấu                                 | Đối thủ ở trận chung kết | Tỉ số          |
| 2011 | Kremlin Cup, Moskva                      | Kaia Kanepi              | 3–6 7–67–1 7–5 |
| 2012 | Mercury Insurance Open, South California | Marion Bartoli           | 6–1 7–5        |
| 2013 | Bank of the West Classic, Stanford       | Agnieszka Radwańska      | 3–6 6–4 6–4    |